# Фризелберг (Пенсилванија)
Фризелберг (енгл. Frizzleburg) насељено је место без административног статуса у америчкој савезној држави Пенсилванија.

## Демографија
По попису из 2010. године број становника је 602.
| Група             | 2000.    | 2010.       |
| Белци             | 0 (0,0%) | 577 (95,8%) |
| Афроамериканци    | 0 (0,0%) | 6 (1,0%)    |
| Азијати           | 0 (0,0%) | 0 (0,0%)    |
| Хиспаноамериканци | 0 (0,0%) | 5 (0,8%)    |
| Укупно            | 0        | 602         |